# كيفن روسو
كيفن روسو (بالإنجليزية: Kevin Russo)‏ هو لاعب كرة قاعدة أمريكي، ولد في 8 يوليو 1984 في ويست بابيلون في الولايات المتحدة.

## وصلات خارجية
- كيفن روسو على موقع دوري كرة القاعدة الرئيسي (الإنجليزية)
- كيفن روسو على موقعبيزبول رفرنس.كوم (الدوري الرئيسي) (الإنجليزية)
- كيفن روسو على موقعبيزبول رفرنس.كوم (الدوري الثانوي) (الإنجليزية)
- كيفن روسو على موقع إي إس بي إن.كوم (أم.أل.بي) (الإنجليزية)
- كيفن روسو على موقع مشجعي الرسوم البيانية (الإنجليزية)